# Future Man (serie televisiva)
Future Man è una serie televisiva statunitense creata da Howard Overman, Kyle Hunter e Ariel Shaffir. La serie è pubblicata via streaming su Hulu a partire dal 14 novembre 2017.

## Trama

### Prima stagione
Nel 2017 un giovane inserviente, Josh Futturman, non ha altre ambizioni che finire il suo gioco preferito, mai completato da nessun altro al mondo: Biotic Wars. Avendo finalmente superato l'ultimo livello i due personaggi principali del gioco, Tiger e Wolf, appaiono improvvisamente e reclutano Josh per salvare il mondo. I due vengono dal futuro, proprio il futuro apocalittico mostrato nel videogioco: spiegano che nei laboratori Kronish, dove Josh fa le pulizie, verrà creata una cura per tutte le malattie rendendo gli esseri umani perfetti, i cosiddetti biotic. Questa cura verrà poi resa obbligatoria e chiunque si rifiuterà di prenderla verrà eliminato, portando così alla creazione di un movimento di resistenza, di cui Tiger e Wolf sono gli unici sopravvissuti. Convinti che i videogiochi riflettano le abilità di chi ci gioca i due hanno creato Biotic Wars e l'hanno spedito indietro nel tempo per trovare un "salvatore" (anche se iniziano a sospettare che Josh non sia il guerriero forte e scaltro che cercavano). Tiger e Wolf vogliono uccidere il dottor Kronish per impedirgli di creare la cura, ma Josh propone loro alternative differenti una dopo l'altra per evitare spargimenti di sangue. Dopo una serie di maldestri e rocamboleschi tentativi, che andranno a creare linee temporali alternative e paradossi, il gruppo escogita un piano e riesce nell'intento di uccidere il dottor Kronish e distruggere i laboratori. Nello scontro finale Tiger e Wolf vengono feriti, e qui si scopre che Tiger è in realtà una biotic. Per salvarsi i due tornano nel futuro, mentre Josh completa la missione e si prende la responsabilità di quanto accaduto finendo agli arresti.

### Seconda stagione
Tiger e Wolf arrivano nel futuro alternativo da loro creato, ma le cose non sono andate come previsto. Wolf, rimasto ferito durante lo scontro nei laboratori Kronish, viene accolto da una civiltà rozza e ignorante, dove viene scambiato per il "lui" di questa realtà. Tiger raggiunge invece una cività altamente tecnologica: qui scopre che in questa nuova linea temporale la cura è stata inventata dal collega di Kronish, Stu Camillo, che Tiger aveva salvato impedendogli di andare ai laboratori il giorno dell'attacco (ironicamente lo scienziato ha ricavato la cura da un capello perso quel giorno da Tiger). La guerra tra biotic e ribelli si è svolta ugualmente, causando persino più vittime, ma è ora arrivata a una tregua: Stu Camillo, ancora vivo sotto forma di supercomputer, vuole condurre i biotic su Marte e lasciare la Terra, ormai quasi inabitabile, ai pochi umani rimasti (la civiltà rozza in cui nel frattempo Wolf si è integrato). Anche Tiger incontra la "lei" di questa realtà, la capricciosa e viziata Ty-Anne, che Stu ha adottato come una figlia. Stu tiene particolarmente a Tiger, non solo perché gli ha salvato la vita, ma anche perché è stata l'unica che abbia flirtato con lui; per questo le propone di venire con lui su Marte. Intanto anche Josh si ritrova nel futuro: è stato prelevato dal Pointed Circle, un nuovo movimento composto sia da umani che da biotic. Josh inizialmente accetta di aiutarli a sconfiggere Stu, ma fugge quando scopre che si tratta di una missione suicida.
Dopo molte peripezie Josh, Wolf e Tiger si ritrovano, ma Tiger ormai si è affezionata a Stu e vuole restare con lui, perfino dopo avere scoperto che non c'è alcuna astronave per Marte: Stu infatti vuole trasferire le persone in una realtà virtuale, a suo dire perfetta. Josh e Wolf trovano un'inaspettata alleata in Ty-Anne, che recitava la parte della svampita, ma è in realtà la leader del Pointed Circle. Ty-Anne rivela che Josh è l'unico che possa distruggere l'IA di Stu a causa dell'atavico terrore che lo scienziato prova per il giovane che aveva distrutto i laboratori e ucciso tutti i suoi amici. Josh accetta quindi di caricare la sua mente nella realtà virtuale, pur sapendo che lo scontro con Stu ucciderà entrambi. Stu sventa il piano all'ultimo secondo, ma così facendo rivela la propria natura malvagia: ritenendo l'umanità troppo autodistruttiva, nella sua realtà virtuale sarebbe stato l'amministratore assoluto, e intanto avrebbe sterminato gli umani rimasti grazie a un esercito di robot. Questo convince Tiger a tornare dalla parte di Josh e Wolf. Ritrovata l'ultima macchina del tempo rimasta elaborano un nuovo piano per distruggere fisicamente il computer che contiene la coscienza di Stu. I tre riescono nell'impresa, ma usano la macchina del tempo talmente tante volte che creano una serie di doppi di loro stessi. La polizia temporale arresta i tre per avere rotto il tessuto spazio-temporale con i loro continui balzi nel tempo e decide di sottoporli a un test dove saranno costretti a uccidere uno di loro. In realtà si scopre che tutto questo non è che uno spettacolo in un futuro ancora più remoto, dove milioni di persone li stanno guardando.

### Terza stagione
Come punizione per i loro "crimini temporali" Josh, Tiger e Wolf sono costretti a partecipare al Diecathlon, un torneo televisivo in cui i concorrenti devono affrontare diverse prove mortali in un'arena. Ogni giorno Tiger e Wolf vincono la sfida, mentre Josh viene sempre ridotto in fin di vita e costretto a passare ore in una capsula piena di fluido rigenerante. Il ragazzo vorrebbe elaborare un piano di fuga, ma ogni giorno i carcerieri cancellano la memoria di Tiger e Wolf (che quindi credono di essere sempre al primo giorno nell'arena), lasciando Josh libero invece di ricordare ogni dolorosa sconfitta. Aiutato da una voce misteriosa che solo lui riesce a sentire Josh riesce a ottenere l'equipaggiamento per fuggire. I tre rubano una macchina del tempo e scappano attraverso vari luoghi ed epoche storiche alla ricerca di un posto sicuro. Ma ovunque vanno combinano sempre qualche pasticcio, vengono identificati dalla polizia temporale e sono costretti a riprendere la fuga. I continui salti e modifiche destabilizzano sempre più il tessuto dello spazio-tempo, rischiando di fare collassare l'intera Storia. Josh si convince che la voce nella sua testa sia quella di Dio, finché un giorno, nel Quebec del XVII secolo, scopre che si tratta di una versione "buona" di Osama bin Laden. L'ex-terrorista rivela che "J1", uno dei doppioni di Josh creato dai balzi temporali, si era talmente immedesimato nel suo ruolo di "salvatore" che ha intrapreso una missione per salvare numerosi personaggi storici morti tragicamente, radunandoli poi ad Haven, una comunità utopica fuori dal tempo e dallo spazio, al sicuro dalla polizia temporale; in uno scatto d'ira Osama aveva ucciso J1 ed era stato estromesso da Haven, rimanendo bloccato nel XVII secolo. Bin Laden chiede l'aiuto del "nuovo" Josh per tornare ad Haven, che promette essere il paradiso che il ragazzo sogna. Nel frattempo appare anche il presentatore del Diecathlon, un uomo di nome Susan (nel quarto millennio nomi maschili e femminili sono invertiti), caduto in disgrazia per essersi lasciato sfuggire sotto il naso non solo Josh, Tiger e Wolf, ma anche lo stesso Bin Laden: spiega che Haven è l'organizzazione più ricercata dalla polizia temporale, e promette a Josh l'amnistia se lo aiuterà a sgominarla. Josh non sa cosa fare, ma spara un colpo d'avvertimento e uccide per errore Bin Laden, così non gli resta che accettare l'offerta di Susan.
Josh, Tiger e Wolf raggiungono Haven, dove il tempo non scorre e tutti sono immortali. Il paradiso promesso si trasforma presto in un inferno, soprattutto per Josh, scambiato per il salvatore J1 e intrappolato in un ciclo infinito di relazioni sentimentali disastrose con vari personaggi storici, da Marilyn Monroe a James Dean passando per Gesù Cristo. Dopo migliaia di anni i tre riescono a fuggire da Haven e fanno rapporto a Susan di quanto hanno scoperto: non solo l'esistenza di Haven, ma la possibilità stessa di viaggiare nel tempo, dipendono da un'anomalia prodotta per caso da un certo Tim, uno studente dell'Iowa, alla vigilia del terzo millennio. Tim aveva usato la rete dell'università per piratare numerosi film, ma, temendo di essere scoperto, aveva creato un virus per coprire le proprie tracce. Il virus, in coincidenza con un corto circuito e con il Millennium Bug, aveva generato l'anomalia. Josh, Tiger, Wolf e Susan decidono di impedire questo avvenimento per fermare il collasso della Storia, pur sapendo che in questo modo nessuno di loro potrà più tornare nella propria epoca. Mentre Wolf, Tiger e Susan lottano contro la polizia temporale Josh incontra Tim e capisce che è molto simile a lui: per rimediare ad un pasticcio sta per provocarne uno peggiore. Grazie alla lezione imparata Josh convince Tim a desistere dal suo piano, annullando così l'anomalia e salvando l'universo. Josh, Tiger, Wolf e Susan sono ora intrappolati nell'anno 2000, ma hanno fatto pace con loro stessi e sono liberi di rifarsi una vita.

## Episodi
| Stagione         | Episodi | Pubblicazione USA | Pubblicazione Italia |
| ---------------- | ------- | ----------------- | -------------------- |
| Prima stagione   | 13      | 2017              | 2019                 |
| Seconda stagione | 13      | 2019              | 2019                 |
| Terza stagione   | 8       | 2020              | 2020                 |

## Produzione
L'8 giugno 2017 l'attrice Glenne Headly è morta dopo avere girato i primi cinque episodi dei tredici programmati. I produttori hanno dichiarato che non sarebbe stata tagliata alcuna scena e che gli episodi che erano stati filmati sarebbero andati in onda, lasciando agli scrittori la necessità di rielaborare gli episodi in cui avrebbe dovuto recitare la defunta.
Il 9 aprile 2019 Hulu ha rinnovato la serie per una terza e ultima stagione.

## Accoglienza
La serie è stata accolta con una risposta positiva dalla critica alla sua anteprima. Sul sito di aggregazione di recensioni Rotten Tomatoes, la prima stagione ha ottenuto un punteggio di approvazione dell'82% con una valutazione media di 7,08 su 10, basata su 38 recensioni. Il consenso critico del sito web recita: "La premessa per la nostalgia di Future Man è elevata dai convincenti membri del cast e dal senso dell'umorismo abbastanza stupido da alleggerire il carico di fantascienza".
Metacritic, che usa una media ponderata, ha assegnato alla prima stagione un punteggio di 70 su 100, basato su 20 critiche, che indica "recensioni generalmente favorevoli".

## Premi e riconoscimenti
- 2018 - Saturn Awards
  - Candidata miglior serie televisiva new media di supereroi[5][6]